# Hlince
Hlince (deutsch Hlintsch) ist eine Gemeinde in Tschechien. Sie liegt elf Kilometer südöstlich von Kralovice und gehört zum Okres Plzeň-sever.

## Geographie
Hlince befindet sich auf einer Terrasse linksseitig über dem Tal der Berounka im Kralowitzer Hügelland (Kralovická pahorkatina).
Das Dorf liegt am Rande des Naturparks Hřešihlavská. Gegen Westen liegt die Burgruine Krašov. Nördlich erhebt sich der Úvoz (438 m), im Südosten der Hamouz (470 m) und der Lejskův hřeben (430 m), südlich der Háj (433 m), im Südwesten die Velká Hůrka (407 m) sowie westlich der Na Chocholouši (397 m). Westlich des Dorfes erstreckt sich der Wald Hlinecký les.
Nachbarorte sind Holovousy im Norden, Chříč, Studená, Dubjanský Dvůr und Pod Dubjany im Nordosten, Dolany, Zvíkovec, Hamouz und Podmokly im Osten, Ptyč, Chlum, Mlečice und Prašný Újezd im Südosten, Lejskův Mlýn, Rybárna, Prachárna, Kladruby, Hřešihlavy und Třímanský Přívoz im Süden, Rakolusky, Třímany, Podkrašovský Mlýn und Bohy im Südwesten, Krašov, Rohy und Brodeslavy im Westen sowie Hodyně, Dřevec, Baborův Mlýn, Brodský Mlýn und Všehrdy im Nordwesten.

## Geschichte
Die erste schriftliche Erwähnung von Hlince erfolgte 1361 als Besitz des Oldřich von Hlohovice. Während der Hussitenkriege wurde das Dorf großenteils zerstört. Seit dem 15. Jahrhundert war Hlince zwischen der Herrschaft Krašov sowie den Gütern Holovousy und Dubjany aufgeteilt. Im Jahre 1447 veräußerte Ulrich von Hlohovices Tochter Margarethe von Holovousy ihr Gut Holovousy mit Studená und einem Anteil von Hlince an Dobeš von Modřejovice und Bohuslav von Chlum. 1529 verkaufte der Vormund des minderjährigen Dietrich d. J. Kolowrat-Bezdružicky die Burg Krašov mit dem Städtchen Kozojedy, den Dörfern Milíčov, Březsko, Rakolusky, Bohy, Třímany und Borek, dem größten Teil von Hlince sowie drei Mühlen für 3250 Schock an Nikolaus Switak von Landstein. Johann d. J. Popel von Lobkowicz auf Zbiroh verkaufte in den 1560er Jahren die Güter Studená und Dubjany sowie je einen Hof in Hlince und Holovousy an die Brüder Sebastian und Ulrich Lažanský von Buggau auf Chříč. Bei der Besitzteilung zwischen den beiden Brüdern fiel Hlince im Jahre 1567 Ulrich Lažanský von Buggau zu. Nach Ulrichs Tod wurden die Güter Dubjany und Chříč 1573 wieder vereinigt. Sebastian Lažanský von Buggau verkaufte beide Güter 1585 wegen Überschuldung an Johann Teyrzowsky von Ensiedl (Jan Týřovský z Enzidle) auf Hřebečníky und Skryje und behielt nur das Gut Břesko mit den Dörfern Břesko, Hlince und Lhota, das er 1604 ebenfalls an Johann Teyrzowsky veräußerte. Dessen Sohn, der Rakonitzer Kreishauptmann Heinrich Jakob Teyrzowsky von Ensiedl, vererbte 1618 die Güter Křič, Kožlan, Břesko  und Dubian seinem Sohn Johann. Dieser verkaufte die Güter 1621 an Bohuslaw Georg Kolowrat-Krakowsky auf Schippen und Schösselhof. Im Jahre 1625 gehörten sämtliche Güter Hermann Warlich von Bubna.

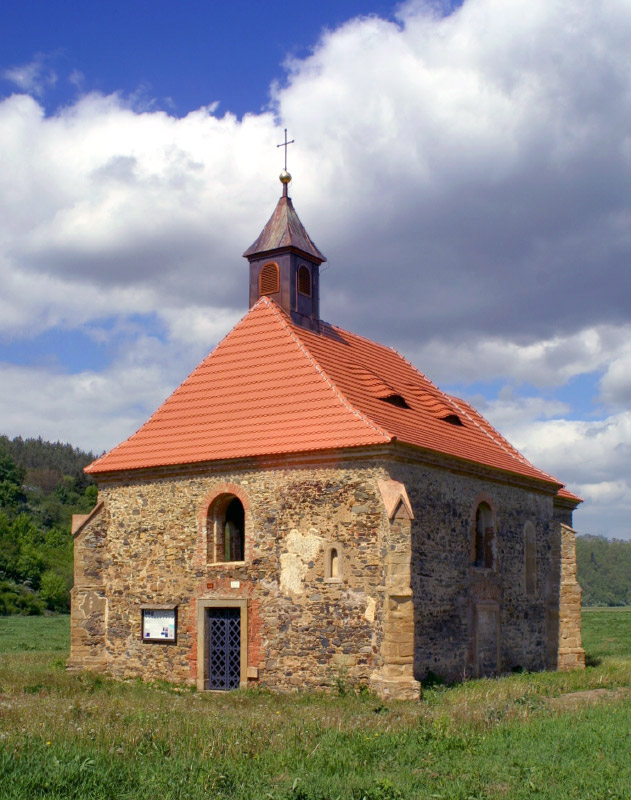
Wüste Kirche St. Peter und Paul in Dolany

Während des Dreißigjährigen Krieges wurde die Gegend verwüstet, die Dörfer Dubian und Dolan erloschen gänzlich. Im Jahre 1651 waren in Hlince lediglich fünf Bauernhöfe bewirtschaftet, auf denen 21 Personen lebten. In der zweiten Hälfte des 17. Jahrhunderts entstanden in Hlince neue Häuser. Nachfolgende Besitzer waren ab 1650 Adam Heinrich Teyrzowsky von Ensiedl, ab 1665 der Rakonitzer Kreishauptmann Adalbert Ignaz Teyrzowsky von Ensiedl und ab 1695 dessen Sohn Wilhelm Freiherr Teyrzowsky von Ensiedl. Im Jahre 1711 bestand Hlince aus 11 Anwesen. Im Jahre 1713 veräußerten die Brüder Teyrzowsky von Ensiedl die Herrschaft Křič für 211.000 Gulden an Wenzel Josef Lažanský von Bukowa auf Manetin. 1715 erbten Wenzel Josefs Witwe Marie Gabriele und seine Söhne Maximilian Wenzel und Karl Josef Lažanský den Besitz. Die Herrschaft Křič blieb im Besitz der Witwe, diese starb 1758 als Oberin des Reichsstiftes adeliger Fräulein in der Neustadt Prag und hinterließ eine Hälfte der verschuldeten Herrschaft dem Stift. Die andere Hälfte wurde auf Antrag ihrer Gläubiger subhastiert; da sich dafür jedoch kein Interessent fand, fiel sie den Lažanskýschen Erben zu, die sie 1764 dem Fräuleinstift, das später den Namen k.k. freiweltadeliges Damenstift zu den heiligen Engeln in der Altstadt Prag erhielt, verkauften. Im Jahre 1785 wurde die zur Pfarre Kožlan gehörige Lokalie Dolan aufgehoben und stattdessen die frühere Schlosskapelle in Křič mit einem Lokalisten besetzt. Während der Josephinischen Reformen wurde die Herrschaft im Jahre 1787 an das Prager Theresianum angeschlossen, 1791 ging sie an das Damenstift zurück.

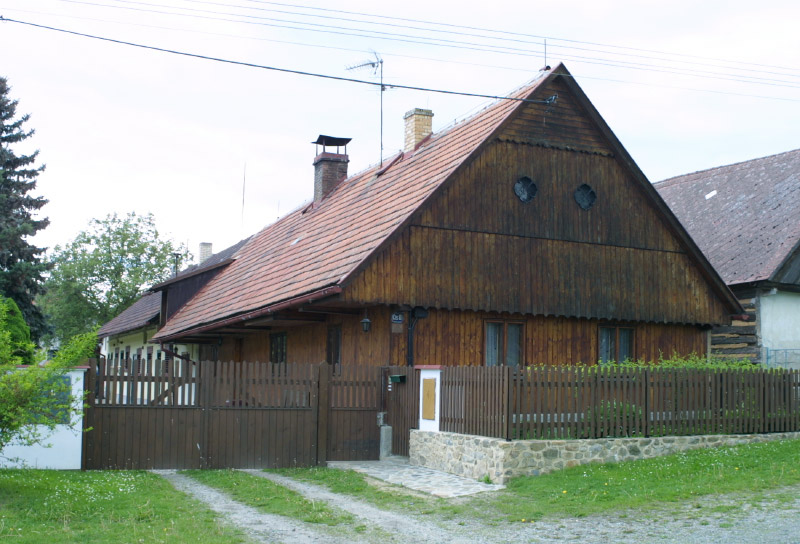
Gehöft Nr. 8 in Hlince

Im Jahre 1843 bestand Hlintsch bzw. Hlintz / Hlinc aus 21 Häusern mit 154 Einwohnern. Im Ort gab es einen Gemeinde-Schüttboden und ein Wirtshaus. Pfarrort war Křič. Bis zur Mitte des 19. Jahrhunderts blieb Hlintsch der Herrschaft Křič untertänig.
Nach der Aufhebung der Patrimonialherrschaften bildete Hlínce / Hlintsch ab 1850 eine Gemeinde im Gerichtsbezirk Kralowitz. 1868 wurde Hlínce dem Bezirk Kralowitz zugeordnet. Im Jahre 1869 bestand das Dorf aus 30 Häusern und hatte 235 Einwohner. 1870 erfolgte die Eingemeindung von Studená und Holovousy; beide Dörfer lösten sich 1887 wieder los und bildeten eigene Gemeinden. Die Namensform Hlince wird seit 1880 als amtlicher Name verwendet. Das Dorf hatte im Jahre 1890 267 tschechischsprachige Einwohner und bestand aus 39 Wohnhäusern; außerdem gab es eine einklassige Dorfschule und einen Kalkofen. Im Jahre 1900 hatte Hlince 305 Einwohner, 1910 waren es 258. Im Jahre 1906 verkaufte das Freiweltadelige Damenstift zu den heiligen Engeln die Grundherrschaft Chříč an Stephan von Götzendorf-Grabowski, der sie 1910 an Gustav Fischer veräußerte. Im Jahre darauf erwarb Karel Černohorský die Güter. Anschließend wechselten die Besitzer in rascher Folge. 
Nach dem Ersten Weltkrieg zerfiel der Vielvölkerstaat Österreich-Ungarn, Hlince wurde 1918 Teil der neu gebildeten Tschechoslowakischen Republik. Beim Zensus von 1921 lebten in den 42 Häusern der Gemeinde 290 Tschechen. 1930 lebten in den 43 Häusern von Hlince 243 Personen. Zwischen 1939 und 1945 gehörte Hlince zum Protektorat Böhmen und Mähren. Nach dem Ende des Zweiten Weltkrieges kam Hlince zur wiedererrichteten Tschechoslowakei zurück. 1949 wurde das Dorf in den neugebildeten Okres Plasy überwiesen. 1950 lebten in den 44 Häusern von Hlince 161 Personen. In der zweiten Hälfte des 20. Jahrhunderts setzt ein anhaltender Bevölkerungsrückgang ein. Nach der Aufhebung des Okres Plasy wurde Hlince 1960 dem Okres Plzeň-sever zugeordnet. 1961 erfolgte die Eingemeindung nach Chříč. Am 24. November 1990 löste sich Hlince wieder von Chříč los und bildete eine eigene Gemeinde. Beim Zensus von 1991 lebten in den 41 Häusern von Hlince 94 Personen. Der Dorfplatz von Hlince wurde 1995 wegen der zahlreichen erhaltenen Gehöfte in Volksbauweise zur ländlichen Denkmalschutzzone erklärt. Seit 2001 führt Hlince ein Wappen und Banner. Beim Augusthochwasser der Berounka im Jahre 2002 überstieg der Fluss am 12. und 13. August seinen Normalstand um vier Meter; dabei wurden u. a. die Fischerei U Klečánků, die Siedlung Lejskův-Kožíškův Mlýn und die Kirche in Dolany sowie mehrere Hektar Ackerland überflutet. 2011 hatte die Gemeinde 77 Einwohner und bestand aus 27 Wohnhäusern.

## Gemeindegliederung
Für die Gemeinde Hlince sind keine Ortsteile ausgewiesen. Zu Hlince gehören die Einschichten Dolany (Dolan), Lejskův-Kožíškův Mlýn, Ptyč (Ptitsch) und Třímanský Přívoz.

## Sehenswürdigkeiten

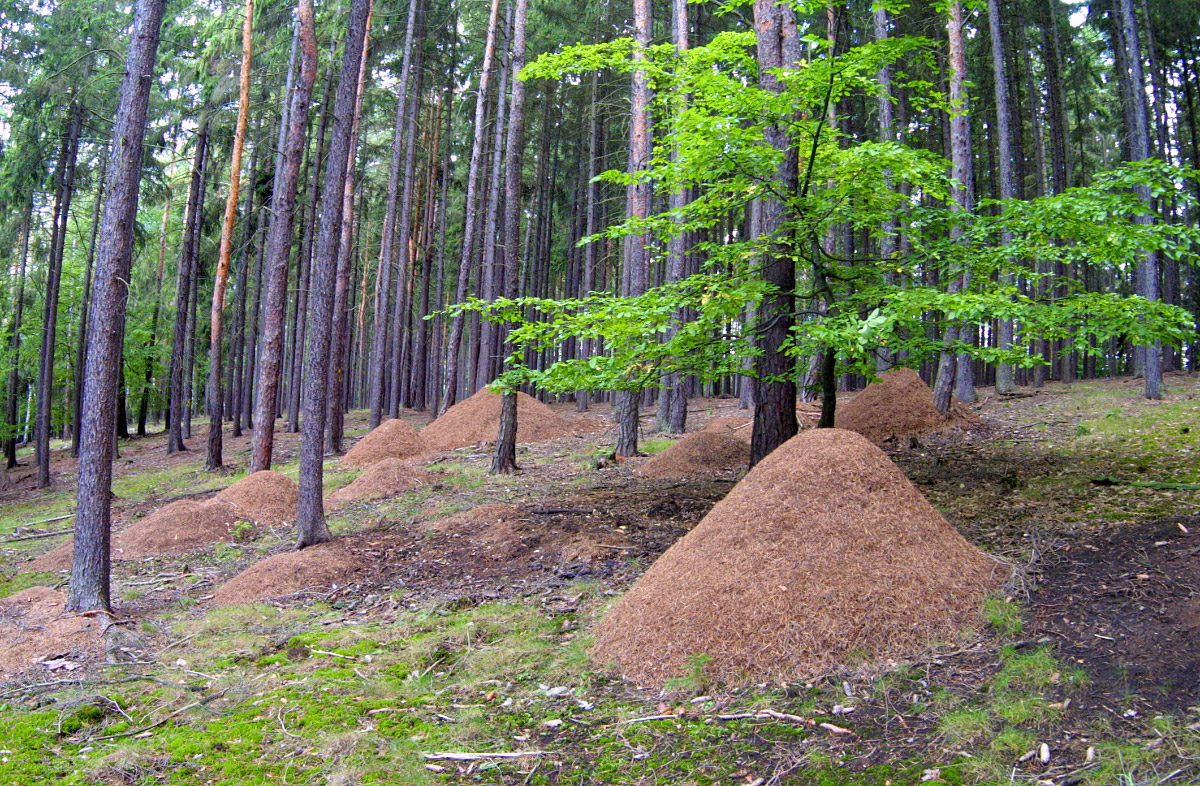
Ameisenkolonie im Hlinecký les

- Wüste Kirche St. Peter und Paul in Dolany, der in der Mitte des 13. Jahrhunderts errichtete Bau war die Dorfkirche von Dolany. Nach der Zerstörung des Ortes im Dreißigjährigen Krieg wurde einzig die Kirche wiederaufgebaut. 1785 wurde die Lokalie von Dolany nach Chříč verlegt. Nach der Fertigstellung des Kirchturmes in Chříč wurden 1878 die zwei großen Glocken aus der baufälligen Kirche St. Peter und Paul nach Chříč verbracht. In den 1960er Jahren brach das Dach mit dem Glockenturm zusammen. In den Jahren 2004 bis 2006 erhielt die Ruine ein neues Dach, sie wird heute für Ausstellungen und Konzerte genützt.
- Dorfplatz von Hlince, er wird umgeben von eingeschossigen Bauerngütern mit weiten Höfen. Ein Großteil der Gehöfte ist gezimmert.
- Kapelle auf dem Dorfplatz von Hlince, erbaut im 19. Jahrhundert
- Waldameisenkolonie mit mehreren Dutzend großen Haufen im Wald Hlinecký les

## Söhne und Töchter der Gemeinde
- Jaroslav Brouk (1884–1953), Unternehmer und Mitbegründer des Handelshauses Brouk a Babka